# MNK Karaka
Il MNK Karaka, meglio conosciuto come Karaka Mostar è un club bosniaco di calcio a 5 con sede a Mostar, fondato nel 1995

## Storia
Il Karaka è il secondo club più titolato di Bosnia con tre campionati nel proprio palmarès, oltre che due coppe nazionali. Nella stagione 2003/2004 ha completato una storica doppietta coppa-campionato, riuscito solo due anni più tardi al Partizan Sarajevo.  In UEFA Futsal Cup non ha mai raggiunto traguardi importanti, pur lottando sempre per piazze d'onore in tutte e tre le edizioni disputate.

## Palmarès
- 3 Campionati bosniaci: 2002, 2004, 2005
- 1 Coppa di Bosnia: 2003, 2004.
- 1 Supercoppa: 2002